# Bécsi kör
A bécsi kör (németül Wiener Kreis) a 20. század 20-as és 30-as éveiben az európai filozófia talán legmeghatározóbb filozófuscsoportja volt. Moritz Schlick bécsi tanszékvezető egyetemi tanár egyik 1922-től kezdve tartott filozófiai szemináriumából alakult ki (bár egyes tagjai már 1907-től kezdve rendszeresen találkoztak), a tagok közül sokan matematikusok vagy természettudósok voltak.
Bécsben ebben a körben sok egymást átfedő, kapcsolódó különféle tudományos, filozófiai, szociológiai, politika, művészeti kör alakult. Schlick körét, amely szintén érintkezett, és átfedett ezekkel az alakulatokkal, kezdetben Schlick-körnek nevezték, majd 1929-ben lett bécsi kör a neve (ld. később) az utókor ezt a kört nevezi bécsi körnek, de más hasonló körre is illene ez az elnevezés. A szócikk eme Schlick-kör tevékenységéről szól.
A legismertebb tagok Moritz Schlick, Rudolf Carnap, Otto Neurath, Kurt Gödel, Herbert Feigl, Victor Kraft, Philipp Frank, Hans Hahn, Edgar Zilsel és Gustav Bergmann. Szorosabb értelemben véve nem tartoztak a körhöz, de nagyon szoros kapcsolatban voltak vele Karl Popper és Hans Kelsen. Nem tartozott a körhöz Ludwig Wittgenstein sem, mégis talán ő gyakorolta a tagokra a legnagyobb hatást: „Tractatus logico-philosophicus” c. munkája állandó beszédtéma volt és az egyik „iránytűnek” számított. Később, 1929 után csatlakozott a körhöz az angol Alfred Jules Ayer, az amerikai Ernst Nagel és Charles W. Morris, és a varsói lengyel logikai iskola néhány tagja, például Alfred Tarski. Az 1930-as évek elején került kapcsolatba velük az amerikai Willard van Orman Quine.
A kört fel szokták osztani, egy ún. baloldali szárnyra, amelynek Carnap, Neurath voltak tagjai, és egy jobboldali szárnyra, amelynek Schlick volt a vezetője. A két szárny megkülönböztetése kicsit politikai is, de nézeteikben is megfigyelhető egy kis tendenciózus eltérés: a baloldali szárny több nem politikai kérdésben is liberálisabb volt.
A bécsi kör elnevezést egy 1929-ben megjelent közleményben használták először nyilvánosan, a „Wissenschaftliche Weltanschauung: der Wiener Kreis” („A tudományos világnézet: a bécsi kör”) című közleményükben, valószínűleg Otto Neurath alkotta meg. Intézményes filozófiai társaságot is alapítottak, Ernst Mach Társaság néven, 1930-tól kezdve pedig rendszeresen kiadtak egy folyóiratot is, „Erkenntnis” („Megismerés”) címmel.
1938-tól kezdve a zömmel zsidó származású tagok többsége Hitler kezdődő rémuralma elől emigrálni kényszerült (javarészt az USA-ba, aki pedig maradt, annak a nácik megtiltották a publikációt, így a csoport feloszlott, azonban nézeteik így is a század végéig meghatározták a filozófia fejlődését.
A bécsi kör nézeteiről egy általánosan bevett nézet, hogy verifikácionisták, metafizika-ellenesek, redukcionisták és atomisták voltak. Ez a nézet így a dolgok leegyszerűsítése. A kör tagjai valójában nem vallottak szigorúan egységesnek tekinthető filozófiai nézeteket, inkább egyfajta mentalitásbeli közösség és azonos érdeklődés volt jellemző rájuk. Szinte nincs olyan tézis, amelyre ne tudnánk valakit kivételként megemlíteni, vagy amelyet idővel ne finomítottak volna. Néhány jellegzetességet azért kiemelhetünk: a tudományos pozitivizmus elmélete, a tudomány egységének tézise, a modern logika extenzív használata, és egy erős empirizmus. A bécsi kör filozófiájának jelentős részét a neopozitivizmus néven szokás összefoglalni. Világosan különbséget tettek a tudományos megismerés két szakasza, a felfedezés és az igazolás között (Reichenbach). Elsősorban a természettörvények igazolásának problémájára koncentráltak, és megpróbáltak általános útmutatást, idealizált modellt adni az igazolás „helyes” eljárására. Kulcsként adták meg a verifikáció elvét: egy tudományos igazság csak akkor elfogadható, ha tapasztalati adatok alapján ellenőrizhető . A tapasztalatokat mindig pontosan rögzíteni és dokumentálni kell, ha lehet, így „kísérleti adatok” helyett gyakran beszéltek „jegyzőkönyvi tételekről” (Protokollsätze). Azt, hogy a „verifikáció” mit jelent, csak később kezdték el tisztázni.
Ennek során Carnap bevezette a konfirmáció (megerősítés) elvét: a tudományos kijelentések valószínűségi kijelentések, amelyeket bizonyítani lehetetlen, de egyre több megfigyeléssel egyre inkább megerősíthetőek. Matematikai alapként ehhez az elvhez Carnap kidolgozott egy valószínűségi indukciós elméletet. Később Carl Hempel kimutatta, hogy a konfirmációs elmélet paradoxonokhoz vezethet, csak bizonyos, észszerű kikötésekkel együtt érvényes.
Hogy ízelítőt adjunk a nézetek különbségéből is: Neurath és Zilsel a tudományfilozófia történeti és szociális aspektusaira is nagy hangsúlyt fektetett. Neurath fizikalista volt, míg Carnap kezdetben fenomenalista, majd indifferens. Neurath nem fektetett akkora hangsúlyt a formalizmusra, és a tudomány egységét inkább egy mozaikban látta, míg Carnap a formális nyelveket szerette, Schlick pedig ragaszkodott a redukcionizmushoz.
A bécsi kör feloszlásának legközvetlenebb okai igen tragikusak voltak: 1936-ban Schlicket egy elmebeteg tanítványa megölte, feltehetőleg ideológiai okokból is. Az 1938-as Anschluss után a náci vezetésnek a kör gondolkodása, kissé baloldali kapcsolódásai, nem voltak kívánatosak. A kör sok tagja egyébként is zsidó származású volt, így nagyrészt nyugatra menekültek. Így a kör fizikai értelemben tovább nem funkcionálhatott. A tragédiában egy jó oldal volt az, hogy viszont így vált főleg az Egyesült Államokban egy nagyon befolyásos, és ismert irányzattá a logikai pozitivizmus. Az 1960-as évektől pedig a kör filozófiai iránya sem volt már divatos, ekkor a filozófusokat elkezdte inkább a tudomány történelmi és szociológiai vonatkozásai érdekelni, ami a bécsi körben nem volt olyan hangsúlyos. Ez volt az ún. történelmi, szociológiai fordulat.